# 吉林省高等学校师资培训中心
吉林省高等学校师资培训中心，又称“全国高校教师网络培训吉林省分中心”，是位于中华人民共和国吉林省长春市的一所高等学校教师培训的专门机构。该机构成立于1987年，由吉林省教育厅和吉林师范大学共同领导。